# フィリップ・タグ

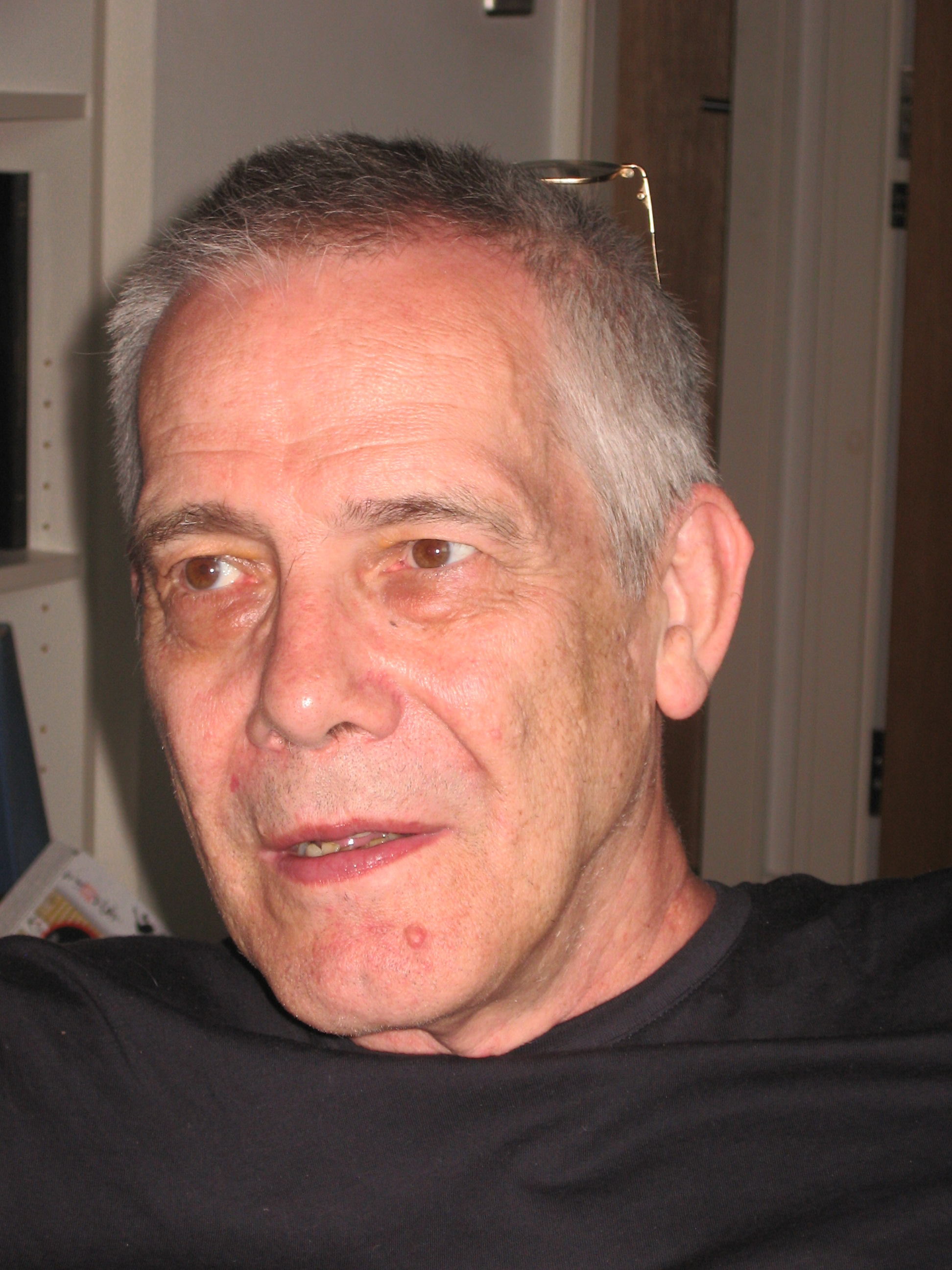
Philip Tagg (2014)

フィリップ・タグ（Philip Tagg、1944年2月 - 2024年5月9日）は、イングランド中部ノーサンプトンシャー州アウンドル生まれのイギリスの音楽学者、著作家、
教育者。国際ポピュラー音楽学会 (International Association for the Study of Popular Music, IASPM) の共同創設者のひとりであり、ポピュラー音楽や音楽記号論について、影響力の大きい著作を複数書いている。

## 経歴
タグは、1957年から1962年まで、ケンブリッジのレイズ・スクールに学んだ。タグによれば、音楽家として、また、思考する者として成長する上で、オルガンの教師であったケン・ネイラー (Ken Naylor) から特に大きな影響を受けたという。次いで、1962年から1965年まで、ケンブリッジ大学で音楽を学び、その後、1965年から1966年にかけてマンチェスター大学で教育学を学んだ。当時、タグは、合唱曲の作曲者として一定の成功を収めていた。例えば、1963年の三位一体の主日の早課には、タグが作曲した賛美歌「Duo Seraphim」が、デイヴィッド・ウィルコックス指揮のケンブリッジ大学キングス・カレッジ合唱団によって演奏された。また「Preces and Responses」は、1964年にエディントンの音楽祭で披露され、BBCによって放送された。1963年、タグはオールドバラ音楽祭のボランティアとして働いた。この時期のタグは、スコティッシュ・カントリー・ダンスのアンサンブルでピアノを弾いたり、ポップ＝ロック/ソウル/R&B系のバンド2つにも参加していた。
1966年、音楽教師になるという将来に迷いを感じたタグは、スウェーデンに移り、同年から1968年にかけて、フィリップスタッドで英語を教えながら、若者向けのクラブを運営し、地元のふたつのバンドでキーボードを演奏した。語学教師として再教育を受ける決意をしたタグは、1968年から1971年まで、ヨーテボリ大学に学び、ヨーテボリ室内合唱団 (Göteborgs Kammarkör) で歌い、編曲も担当した。1969年、スウェーデンの音楽学者ヤン・リングと出会い、タグがクラシック音楽とポピュラー音楽の両方で経験を積んでいることを知ったリングから、スウェーデン政府がリングに依頼してヨーテボリ大学に開設することになっていた音楽教師の研修のための新しいプログラム「SÄMUS」の作成を、手助けするように要請された。
タグは1971年から1977年にかけて「SÄMUS」で、次いで1977年から1981年にかけてヨーテボリ大学の音楽学部で、キーボードの伴奏法や、音楽理論、音楽と社会といった科目を教えた。この仕事の中で直面した課題から、タグは様々なタイプのポピュラー音楽について、その構造や意味を特定していく分析手法を独自の編み出していった。例えば、『刑事コジャック』の音楽について論じた「コジャック論文」（1979年）や、後に著書『Ten Little Title Tunes』（2003年）の基礎となった、認知テストなどである。当時のタグは、1972年から1976年にかけて、左翼的「ロック・キャバレー」バンドであったレーダ・カペレットでソングライターとキーボード奏者も務めていた。1981年6月、タグは、ジェラード・ケンパース (Gerard Kempers)、デイヴィッド・ホーン (David Horn) とともに、ポピュラー音楽研究に関する初めての国際会議をアムステルダムで開催し、その結果、国際ポピュラー音楽学会 (IASPM) が結成されることになった。
1991年4月、タグはイギリスに帰国し、後の『世界ポピュラー音楽百科事典 (Encyclopedia of Popular Music of the World)』(EPMOW) の基礎づくりをした。1993年には、リバプール大学のポピュラー音楽研究所 (Institute of Popular Music, IPM) の上席講師 (Senior Lecturer) に任じられ、その後、2002年まで、ポピュラー音楽分析、音楽と動画映像、ポピュラー音楽史などを講じた。
2000年、ボブ・クラリダ (Bob Clarida) とタグは、マス・メディア・ミュージック・スカラーズ・プレス (Mass Media Music Scholars' Press, MMMSP) を立ち上げ、非営利の企業体としてニューヨークで登記した。その目的は、フェアユースの法理に拠り、マス・メディアにおける音楽について論じた学術的な音楽学の著作を普及させることにある。
イギリスの大学における管理体制の厳格化が進んできたことに幻滅したタグは、2002年に、今度はモントリオール大学へ教授として移り、音楽学部の中に、ポピュラー音楽研究部門を編成する仕事を任され、2009年までこれに取り組んだ。2010年1月、年金受給者となったタグは、イギリスへ帰国した。以降は、著作の執筆と、「エデュテイメント (edutainment)・ビデオ」の制作に取り組んでいる。
タグはのち、リーズ・ベケット大学とサルフォード大学の音楽客員教授となった。タグはまた、2015年1月に結成された、Network for the Inclusion of Music in Music Studies (NIMiMs) の根回しに関わったひとりでもある。
2024年2月に80歳になったが、同年5月9日に亡くなった。

## 記号論的音楽分析
タグの仕事で最もよく知られているのは、おそらくは楽曲分析の分野の業績であろう。おもにポピュラー音楽の楽曲を分析対象に取り上げ、楽譜に記譜し得ない表現要素の重要性とともに、「音楽は、どのようにして、何を、誰に対して伝えるのか、その結果生じる効果は何か」についての現代社会における普通のありがちな見方の重要性を強調する。チャールズ・シーガーの概念である「ミュージーム (museme)」を援用して、タグは、小さな単位が結合することで、拡張された現在 (the extended present) の中に意図的でシンクレティックな構造が生み出されること、またそれが時間の流れの中で拡張的で教授的 (diatactical) な構造を生むことを論じている。タグによれば、この組み合わされた複数の構造は、（音、感触、動作、社会的な）アナフォン（特定の含意をもった音の断片）、スタイルを示すフラグ（スタイルを決定する要素、ジャンルの提喩など）や、エピソード的表象から成る、全体的な記号の類型の助けによって、了解されるのだという。タグの記号論は、基本的にはパースに由来するが、ウンベルト・エーコの意味理論からも多くが引かれている。実際の分析手法は、分析対象についてのメタ音楽的情報（認知テスト、意見、民族誌的観察、など）が「パラ音楽的意味領域 (paramusical fields of connotation, PMFCs)」にもたらされたものと、間テクスト性の双方に依拠している。後者は、分析対象の中に聞き取られる音の要素が、他の楽曲の音と同定される「interobjective comparison material (IOCM)」や、IOCMがそれ自身のPMFCに結びつくことに関わってくる。タグは、こうした音楽記号論を、「musogenic」と称し、言葉で語るべきもの (logogenic) ではなく、言語よりも音楽で表現することがふさわしいと論じ、また、任意に与えられた文化の文脈の中で、主観の間を越え、客観の間を越える手続きの組み合わせが、音楽を通した意味のメディア化についての信頼できる洞察をもたらすのだと論じている。

## 音楽理論の改革
2011年、タグは、音楽理論の術語をめぐる改革の取り組みを、ふたつの局面で始めた。タグの見解によれば、(1) 伝統的な音楽理論の術語は、ユーロッパ起源のクラシック音楽とジャズのレパートリーを基礎にしており、しばしば不正確であったり、エスノセントリズムに陥っているといい、一例として「tonality（調）」という広く使われる概念が、たったひとつの音の音高を意味することもあれば、同時に、それとは対立する概念であるはずの「atonality」（無調）や「modality」（旋法）をも意味し得ることを問題として示し、(2) 伝統的な音楽理論ではめったに取り上げられない、記譜されない音楽の構造の記述法ヘ関心を寄せることが急務になっているという。

## 受賞
2014年6月、リトアニアのカウナスで開催された会議において、タグは、国際記号論研究所から、功労賞 (Lifetime Recognition Award) を贈られた。

## おもな著書
- 1966. Popular music as a possible medium in secondary school education Cert. Ed. diss., University of Manchester.
- 1979. Kojak – 50 Seconds of TV Music: see 2000a.
- 1987. "Musicology and the Semiotics of Popular Music". In Semiotica, 66 (1/3): 279–298.
- 1993. "‘Universal’ music and the case of death". In Critical Quarterly, 1993
- 1998. "The Göteborg connection: Lessons in the history and politics of popular music education and research". In Popular Music, 17/2: 219–242.
- 2000a. Kojak – 50 Seconds of TV Music – Towards the analysis of affect in popular music (2nd edition of PhD thesis from 1979). New York & Montréal: MMMSP, 424 pp. ISBN 978-0-9701684-9-8.
- 2000b. Fernando the Flute: analysis of the music in an Abba mega-hit. New York & Montréal: MMMSP, 144 PP. ISBN 978-0-9701684-1-2.
- 2003 (with Bob Clarida) Ten Little Title Tunes: Towards a musicology of the mass media. New York & Montréal: MMMSP, xvi+898 pp. ISBN 0-9701684-2-X.
- 2009. Everyday Tonality. New York & Montréal: MMMSP. iv + 334 pp. ISBN 9780970168443. Italian translation: La tonalità di tutti i giorni: armonia, modalità, tonalità nella popular music: un manuale, edited by Franco Fabbri, translated by Jacopo Conti. Milano: Il Saggiatore, 2011. 432 pp. ISBN 9788842816690.
- 2013. Music's Meanings: a modern musicology for non-musos. New York & Huddersfield: MMMSP, 710 pp. ISBN 978-0-9701684-5-0 (e-book); ISBN 978-0-9701684-8-1 (hard copy).
- 2013b. Troubles with Tonal Terminology. 32 pp. (under ongoing revision)
- 2014. Everyday Tonality II: towards a tonal theory of what most people hear (2nd edition). New York & Huddersfield: MMMSP, 600 pp. ISBN 978-0-9908068-0-6 (e-book).